# آرنولد کندال
آرنولد کندال (انگلیسی: Arnold Kendall; ۶ آوریل ۱۹۲۵ – ۱۲ دسامبر ۲۰۰۳) بازیکن فوتبال اهل بریتانیا بود.
از باشگاه‌هایی که در آن بازی کرده‌است می‌توان به باشگاه فوتبال برافورد پارک آونیو، باشگاه فوتبال اسکلمرسال یونایتد، باشگاه فوتبال روچدیل، باشگاه فوتبال باکستون، باشگاه فوتبال برادفورد سیتی، و باشگاه فوتبال ویسبچ اشاره کرد.